# Nógrád vármegyei labdarúgó-bajnokság (másodosztály)
A Nógrád vármegyei labdarúgó másodosztály a megyében zajló bajnokságok második osztálya, országos szinten ötödosztálynak felel meg. A bajnokságot a megyei szövetség írja ki, a küzdelmek 2 csoportban (balassagyarmati és salgótarjáni) folynak. Korábban a csoportok száma és beosztása többször is változott. A bajnokok a Nógrád vármegyei labdarúgó első osztályban folytathatják.

## Címvédők
| Szezon    | Balassagyarmati Cs. | Pásztói Cs. | Salgótarjáni Cs. |
| --------- | ------------------- | ----------- | ---------------- |
| 2009-2010 | Nőtincs SE          | Csécse SE   | Somoskőújfalu SE |

## Csapatok 2011/12
Balassagyarmati csoport:
- Dejtár SE
- Diósjenő SE
- ÉVSE
- Ipolyszögi SE
- HBB-SE Nagyoroszi
- Nézsa SE
- Nógrádsáp SE
- Őrhalom SE
- Patak SE
- Romhányi SE
- Szendehely SE
- Szügy SE
- Tereske SE
- Varsány SE

Salgótarjáni Csoport:
- Bujáki SE
- Cered VSE
- Etes
- Jobbágyi SE
- Karancsalja MSE
- Renault Renniss-Karancsberény
- Karancskeszi SE
- Lucfalva SK
- Mátraszőlős
- Mátraterenye SE
- Mihálygerge SE
- Ságújfalu
- TSK Etes
- Vizslás
- Zagyvarónai SE